# Vídeo institucional
Vídeo institucional é uma peça de comunicação, realizada no suporte vídeo, para divulgar uma empresa, uma marca ou uma atividade da empresa. Geralmente é utilizada para ser exibida em eventos, sites institucionais e na própria empresa, para clientes ou colaboradores.